# James Cameron
James Francis Cameron (n. 16 august 1954) este un regizor, producător și editor, scenarist și inventator canadian, care a regizat primele două filme cu cele mai mari încasări din istorie. Printre creațiile sale cinematografice se numără filme precum Terminatorul (1984), Aliens (1986), The Abyss (1989), Terminatorul 2: Ziua Judecății (1991), Minciuni adevărate (1994), Titanic (1997) și Avatar (2009).

## Biografie
James Francis Cameron s-a născut în 1954 în Kapuskasing, Ontario, Canada, fiul dnei Shirley (născută Lowe), artistă și asistentă medicală, și a dlui Phillip Cameron, inginer electric. Străbunicul acestuia a emigrat din Balquhidder, Scoția, în 1825.
James Cameron a crescut în Chippawa, Ontario, și a participat la Școala Collegiate Stamford din Niagara Falls, Ontario. Familia sa s-a mutat în Brea, California în 1971, când James avea 17 ani. A studiat la liceul Sonora, apoi a urmat liceul Brea Olinda.
James Cameron a fost înscris la Colegiul Fullerton, cu o durată de studiu de 2 ani, în 1973 pentru a studia fizica. A trecut la limba engleză, apoi a renunțat înainte de începe semestrul din toamna anului 1974. Apoi, a lucrat în mai multe slujbe, inclusiv ca șofer de camion.

## Contribuții cinematografice
Filmele lui James Cameron sunt spectaculoase, blockbus-tere cu buget și efecte de zoom dramatic, grafică generată pe calculator și un montaj inteligent. Profesionist încăpățânat și megaloman nedisimulat, cel care se simțea "regele lumii" la Oscarurule 1997, realizatorul care transformă platoul de filmare într-un banc de încercare pentru întreaga echipă și orice film într-o aventură.
După regizarea filmului Titanic, Cameron și-a dedicat o parte din carieră producerii filmelor documentare, dar și dezvoltării sistemului digital tridimensional Fusion Camera System. Descris de un biograf ca jumătate om de știință și jumătate artist, Cameron a contribuit de asemenea și în ceea ce privește tehnologia filmării subacvatice și a vehiculelor controlate de la distanță.
James Cameron s-a remarcat și prin scrierea, regizarea, coeditarea și coproducerea a două dintre filmele cu cele mai mari încasări din istorie, Avatar și Titanic. Per total, eforturile sale regizorale au adus încasări de aproximativ 1,69 miliarde de dolari americani în America de Nord și 4,85 miliarde pe întreg mapamondul.

## Filmografie
| An   | Film                                         | Creditat ca | Creditat ca | Creditat ca | Creditat ca | Referințe     |
| An   | Film                                         | Regizor     | Scenarist   | Producător  | Altele      | Referințe     |
| ---- | -------------------------------------------- | ----------- | ----------- | ----------- | ----------- | ------------- |
| 1978 | Xenogenesis                                  | Da          | Da          | Da          |             | [ 25 ] [ 26 ] |
| 1979 | Rock 'n' Roll High School                    |             |             |             | Da          | [ 27 ]        |
| 1980 | Battle Beyond the Stars                      |             |             |             | Da          |               |
| 1981 | Evadare din New York                         |             |             |             | Da          |               |
| 1981 | Galaxy of Terror                             |             |             |             | Da          |               |
| 1981 | Piranha II: The Spawning                     | Da          | Da          |             |             |               |
| 1982 | Android                                      |             |             |             | Da          |               |
| 1984 | Terminatorul                                 | Da          | Da          |             |             |               |
| 1985 | Rambo: First Blood Part II                   |             | Da          |             |             |               |
| 1986 | Aliens                                       | Da          | Da          |             |             |               |
| 1989 | The Abyss                                    | Da          | Da          |             |             |               |
| 1991 | Point Break                                  |             |             | Da          |             |               |
| 1991 | Terminatorul 2: Ziua Judecății               | Da          | Da          | Da          |             |               |
| 1993 | Last Action Hero                             |             |             |             | Da          |               |
| 1994 | Minciuni adevărate                           | Da          | Da          | Da          |             |               |
| 1995 | Strange Days                                 |             | Da          | Da          |             |               |
| 1997 | Titanic                                      | Da          | Da          | Da          | Da          |               |
| 1999 | The Muse                                     |             |             |             | Da          |               |
| 2002 | Solaris                                      |             |             | Da          |             |               |
| 2003 | Ghosts of the Abyss                          | Da          |             | Da          | Da          |               |
| 2003 | Volcanoes of the Deep Sea                    |             |             | Da          |             |               |
| 2003 | Terminator 3: Rise of the Machines           |             |             |             | Da          |               |
| 2004 | The Cutting Edge: The Magic of Movie Editing |             |             |             | Da          |               |
| 2005 | Aliens of the Deep                           | Da          |             | Da          | Da          |               |
| 2006 | Explorers: From the Titanic to the Moon      |             |             |             | Da          |               |
| 2009 | Terminator Salvation                         |             |             |             | Da          |               |
| 2009 | Avatar                                       | Da          | Da          | Da          | Da          |               |
| 2010 | Sanctum                                      |             |             | Da          |             |               |
| 2011 | Battle Angel                                 | Da          | Da          | Da          |             |               |
| 2011 | Untitled James Cameron Project               |             |             | Da          |             |               |
| TBA  | Terminator 5                                 |             |             |             | Da          |               |
| TBA  | Terminator 6                                 |             |             |             | Da          |               |

^ I Creditat ca director artistic.

^ II Creditat ca designer de producție.

^ III Creditat ca actor.

^ IV Creditat la interviuri.

^ V Creditat ca participant.

^ VI Creditat ca regizor de montaj.

^ VII Creditat ca director de imagine efecte speciale.

^ VIII Creditat ca fiind consultant designer.

^ IX Creditat ca bazat pe un caracter creat de.

### Filmele cu cele mai mari încasări
Lista cuprinde topul 10 a celor mai mari succese pe care James Cameron le-a scris, regizat și produs.
| Loc | Titlu                              | Încasări în America de Nord (US$) |
| --- | ---------------------------------- | --------------------------------- |
| 1   | Avatar                             | peste 2.7 milliarde               |
| 2   | Titanic                            | 600 millioane                     |
| 3   | Terminator 2: Judgment Day         | 204 millioane                     |
| 4   | Terminator 3: Rise of the Machines | 150 millioane                     |
| 5   | Rambo: First Blood Part II         | 150 millioane                     |
| 6   | True Lies                          | 146 millioane                     |
| 7   | Terminator Salvation               | 125 millioane                     |
| 8   | Aliens                             | 85 millioane                      |
| 9   | Point Break                        | 83 millioane                      |
| 10  | The Abyss                          | 54 millioane                      |

## Colaborări
Cameron adesea include același actor în mai multe filme ale sale. Cameron a conlucrat consisitent cu Bill Paxton, Michael Biehn, Lance Henriksen, Jenette Goldstein și Arnold Schwarzenegger.
1 Although Wisher Jr. has written some of Cameron's works, he is listed in the above table as an actor.

2 His reprised role of Reese was cut from the theatrical release, but restored in the DVD's Special Edition Version.

## Premii
Cameron a primit numeroase premii, majoritatea pentru Titanic și Avatar.